# 沃斯特山脈
沃斯特山脈（英語：Worcester Range）是南極洲的山脈，位於羅斯冰架以西，處於斯凱爾頓冰川和馬洛克冰川之間，屬於橫貫南極山脈的一部分，最高點海拔高度2,765米。